# طارق علم
طارق علم (30 مايو 1956 - ) هو لاعب كريكت باكستاني. شارك مع منتخب باكستان للكريكت.